# حبیب شرتونی
حبیب تانیوس شرتونی (به عربی: حبيب طانيوس الشرتوني) (به انگلیسی: Habib Tanious Shartouni) (زاده ۲۴ آوریل ۱۹۵۸ در عالیه لبنان) یک فعال سیاسی اهل لبنان است. او یکی از عاملان ترور بشیر جمیل رئیس‌جمهور سابق لبنان است.

## اوایل زندگی
او در ۲۴ آوریل ۱۹۵۸ (میلادی) در یک  خانواده مسیحی مارونی در عالیه لبنان به دنیا آمد. اوایل دهه ۱۹۷۰ (میلادی) با حزب سوسیال ناسیونالیست سوری آشنا شد و در تظاهرات های این گروه شرکت می‌کرد. با شروع جنگ داخلی در لبنان به توصیه پدر و مادرش برای تحصیل به فرانسه رفت. او در فرانسه در اواخر تابستان ۱۹۷۷ (میلادی) رسماً به حزب سوسیال ناسیونالیست سوری می‌پیوندد. و در جلسات مخفیانه این حزب شرکت می‌کند. او در آنجا با نبیل علم آشنا می‌شود نیبل علم مسئولیت واحد اطلاعات حزب در لبنان را به عهده داشت.

## ترور بشیر جمیل
او پس از اتمام تحصیلاتش در پاریس به لبنان بازگشت و به نبیل علم نزدیک شد، کسی که ترور بشیر جمیل را برنامه‌ریزی کرد. علم، با دانستن این که خانواده شارتونی در طبقه سوم ساختمان جایی که مقر حزب فالانژ واقع شده بود زندگی می‌کردند شارتونی را برای اجرای این کار ترغیب کرد.

## دستگیری و زندان
دو روز بعد شرتونی توسط نیروهای حزب فالانژ دستگیر شد. او پیش از تحویلش به مقامات  قضایی لبنان در یک کنفرانس مطبوعاتی به ترور بشیر جمیل اعتراف کرد، او جمیل را به عنوان یک خائن توصیف کرد و او را متهم کرد که کشور را به اسرائیل می‌فروشد. وی همچنین اطلاعات مربوط به نبیل علم را منتشر کرد و تایید کرد این فرد مواد منفجره در این عملیات را در اختیار وی قرار داده است.
شرتونی هشت سال را در زندان رومیه بدون 
محاکمه رسمی گذراند تا این که در ۱۳ اکتبر ۱۹۹۰ در جریان حمله ارتش سوریه به لبنان از زندان فرار کرد. هدف این حمله سرنگونی دولت میشل عون بود.